# Doctrina Bush

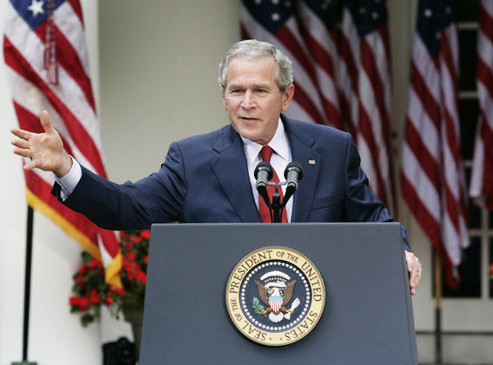
El presidente Bush hace declaraciones en 2006 durante una conferencia de prensa en el Rose Garden sobre las ambiciones nucleares de Irán y analiza la prueba nuclear de Corea del Norte.

La Doctrina Bush o Doctrina de Agresión Positiva es un término usado para describir los varios principios relacionados con la política exterior del presidente George W. Bush de Estados Unidos, declarados como consecuencia de los ataques del 11 de septiembre de 2001. La frase describió inicialmente el principio de que los Estados Unidos tenían derecho de tratar como terroristas a los países que abrigaban o dan ayuda a grupos terroristas, y que más adelante fue usada como justificación para la invasión de Afganistán. 
Más adelante, incluyó elementos adicionales, como la polémica política de guerra preventiva, que sostenía que los Estados Unidos debían deponer regímenes extranjeros que representan una supuesta amenaza para la seguridad de los Estados Unidos, incluso si esa amenaza no era inmediata (utilizado para justificar la invasión de Irak). Así mismo, incluía una política para implementar el concepto estadounidense de democracia en todo el mundo; globalizar el mismo, abogando al nacionalismo estadounidense para justificarse ante sus connacionales, expandiendo así a través de sus tanques de pensamiento, el sistema dominante o pensamiento unilateral a algunos de los Estados que más dificultades le habían presentado para lograr sus objetivos de aprovisionamiento de combustibles fósiles, especialmente en el Oriente Medio, bajo el supuesto de que se trataba de una estrategia para combatir la extensión del terrorismo, cuando, aún, no existe un concepto oficial del mismo. Lo que se pretende realmente es consolidar gobiernos en todo el mundo; acordes, a su visión de mundo; acorde a los intereses estadounidenses, esto significa la implantación de la fuerza militar tanto de Estados Unidos, como la de otros países históricamente afines a los intereses norteamericanos, las decisiones de estas intervenciones militares son muchas veces tomadas de forma unilateral sin importar la oposición de los demás miembros permanentes del Consejo de Seguridad de la ONU. 
Algunas de estas políticas fueron codificadas en el texto del Consejo de Seguridad Nacional titulado «La estrategia de seguridad nacional de los Estados Unidos», publicado el 20 de septiembre de 2002. Esto representó un cambio dramático de las políticas de la guerra fría de los Estados Unidos de disuasión y de contención, (Doctrina Truman) y una salida de las filosofías posguerra fría tales como la Doctrina Powell y la Doctrina Clinton.
Los elementos principales de la Doctrina Bush fueron delineados en un documento del Consejo de Seguridad Nacional, una estrategia de seguridad nacional de los Estados Unidos, publicados el 20 de septiembre de 2002, este documento se cita a menudo como la declaración definitiva de la doctrina. La estrategia de seguridad nacional fue actualizada en 2006.
Federico Andreu Guzmán, director del Centro Internacional de Juristas, afirma que algunos elementos de la Doctrina Bush se asimilaron del Plan Cóndor aplicado en Sudamérica, tales como las rendiciones extraordinarias.